# Lepidomyia jenningsi
Lepidomyia jenningsi är en tvåvingeart som först beskrevs av Shannon 1925.  Lepidomyia jenningsi ingår i släktet Lepidomyia och familjen blomflugor. Inga underarter finns listade i Catalogue of Life.